# Gwen van der Zwan
Gwen van der Zwan (13 oktober 1990) is een Nederlands schrijver en journalist.

## Loopbaan
Van der Zwans werk is onder meer gepubliceerd in HP/De Tijd, De Standaard, De Groene Amsterdammer en Vrij Nederland. In 2012 won ze de A.L. Snijdersprijs voor haar zeer korte verhaal Jaapies huis. In 2022 was ze te gast in het televisieprogramma Brommer op zee.
In 2023 werd de documentaire Amstergwen uitgezonden, over haar betrokkenheid bij het platform Twitch.

## Werken
- Jaapies huis (2012)
- 220W (2012)
- Zuigertje (2022), Uitgeverij Pluim[4]
- Documentaire Amstergwen (2023)

## Prijzen
- A.L. Snijders publieksprijs (2012) voor Jaapies huis
- Best First Film op filmfestival Doc LA (2022) voor documentaire Amstergwen
- Gulden Vlies Award op Nederlands-Vlaams Filmfestival Tegenstroom (2023) voor Amstergwen
- Best of Festival Award op The New Renaissance Filmfestival (2023) voor Amstergwen

## Nominaties
- Best Technology / Social Media op International Social Change Filmfestival voor documentaire Amstergwen
- Best Documentary op Swedish International Filmfestival voor documentaire Amstergwen
- Hans Vervoort-Prijs voor roman Zuigertje

- International Standard Name Identifier: 0000 0005 0777 1681
- Nederlandse Thesaurus van Auteursnamen: 43687590X
- Virtual International Authority File: 11166060420880322881